# Lac Jalobert (Mont-Valin)
Pour les articles homonymes, voir Jalobert.
Ne doit pas être confondu avec Jalabert, Jalbert ou La Jalabertie.
Le lac Jalobert est situé dans la zec Martin-Valin sur la rive Nord du fleuve Saint-Laurent, dans le territoire non organisé du Mont-Valin, dans la municipalité régionale de comté (MRC) du Fjord-du-Saguenay dans la région administrative de Saguenay-Lac-Saint-Jean, au Québec, au Canada.
La route forestière R0200 dessert la partie Ouest du lac Jalobert, notamment pour les besoins de la foresterie et des activités récréotouristiques,,.
La foresterie est la principale activité économique de ce bassin versant ; les activités récréotouristiques, en second.
La surface du lac Jalobert est habituellement gelée de la fin novembre au début avril, toutefois la circulation sécuritaire sur la glace se fait généralement de la mi-décembre à la fin mars.

## Géographie
Les principaux bassins versants voisins du lac Jalobert sont :
- côté Nord : lac Le Breton, lac Betsiamites, lac Le Marié, lac Poulin-De Courval, rivière Wapishish, rivière François-Paradis, rivière aux Sables ;
- côté Est : lac Gosselin, bras des Murailles, ruisseau Liégeois, lac Carol-Coudé ;
- côté Sud : ruisseau Barre, rivière Sainte-Marguerite, ruisseau Canada ;
- côté Ouest : lac Ferguson, lac Claudette, lac Moncouche, lac Doumic, lac Martin-Valin, rivière à la Cruche, rivière Saint-Louis, lac La Mothe, rivière Shipshaw[1].

Le lac Jalobert comporte une longueur de 5,3 km, une largeur de 1,2 km et une altitude de 659 m. Ce lac est associé à un groupe de lacs dans la même zone : lac Gosselin, lac Le Breton, lac Betsiamites, lac Le Marié et lac Marc. Le lac Jalobert s’alimente de trois décharges de lacs.
L'embouchure de ce lac est située au Nord à :
- 0,5 km au Nord du cours supérieur de la rivière Sainte-Marguerite ;
- 13,7 km au Sud de la confluence de la décharge du lac Jalobert avec la rivière aux Sables ;
- 9,1 km au Sud-Est du lac Moncouche ;
- 83,4 km au Sud de l’embouchure de la rivière aux Sables (confluence avec le réservoir Pipmuacan) ;
- 43,1 km à l’Est du lac La Mothe lequel est traversé vers le Sud par la rivière Shipshaw ;
- 30,4 km au Nord de la rivière Saguenay[1].

À partir de l’embouchure du lac Jalobert, le courant va vers le Nord en traversant successivement le lac Le Breton, le lac Betsiamites et le lac Le Marié et un autre lac Marc, jusqu’à la rive Ouest de la rivière aux Sables. De là, le courant va vers le Nord jusqu’au réservoir Pipmuacan lequel est traversé vers l’Est par la rivière Betsiamites.

## Toponymie
Le terme « Jalobert » constitue un patronyme de famille d’origine française.
Le toponyme « Lac Jalobert » a été officialisé le 5 décembre 1968 à la Banque des noms de lieux de la Commission de toponymie du Québec.